# Filip I av Brabant
Filip I av Brabant, född 1404, död 1430, var regerande hertig av Brabant från 1427 till 1430.